# Renata Myslíková
Renata Myslíková (* 17. srpna 1970) je česká novinářka, televizní a rozhlasová reportérka a moderátorka. V současnosti působí jako editorka a moderátorka České televize.

## Život

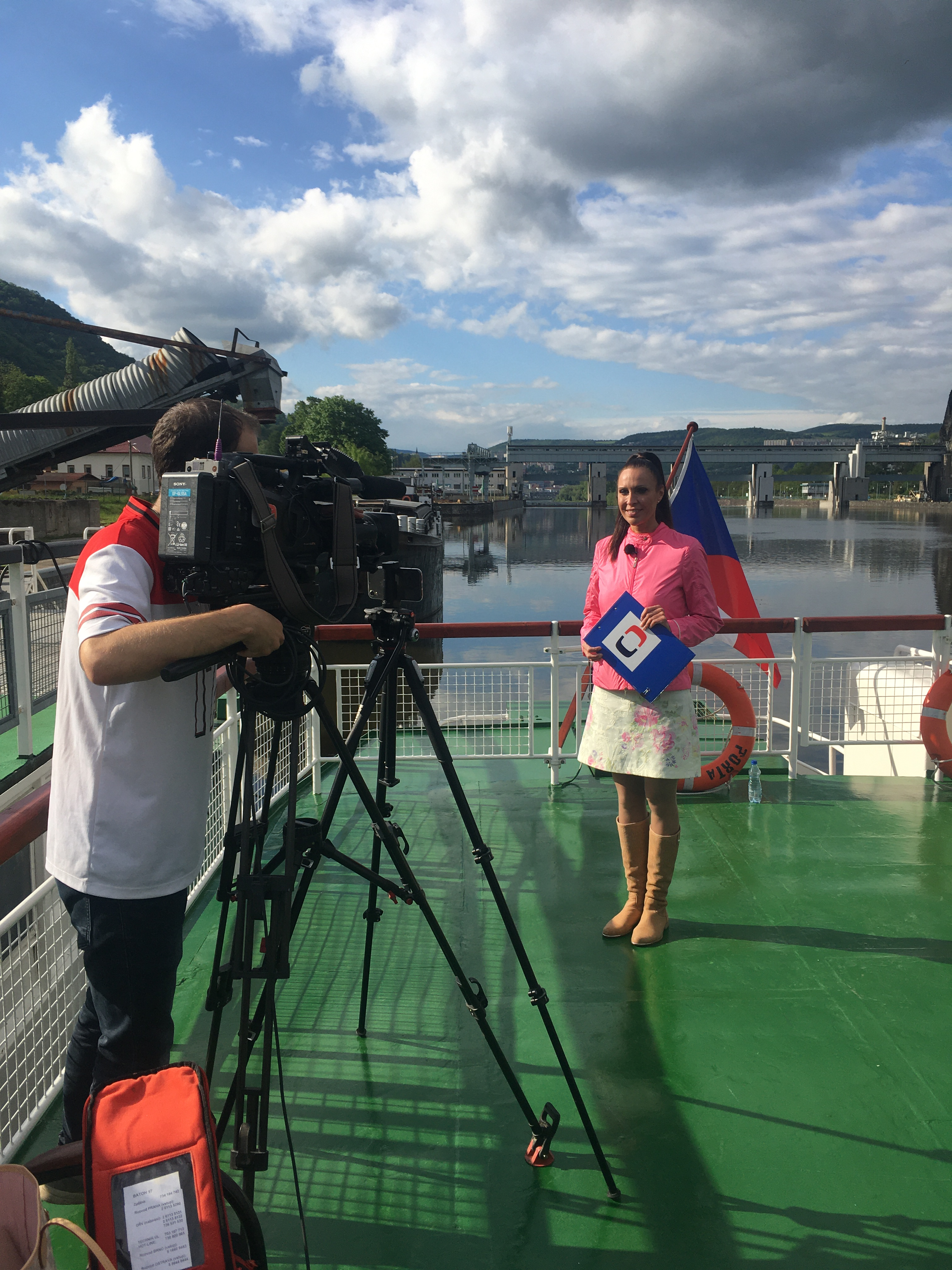

Již během středoškolského studia se věnovala publicistice, účastnila se recitačních soutěží a moderovala společenské a kulturní akce. Po maturitě zahájila vysokoškolská studia, která však přerušila, mimo jiné z důvodu narození svých dvou dcer a péče o ně.
Od roku 1996 působila jako redaktorka a moderátorka privátní teplické rozhlasové stanice Rádio TEP, odkud následně v roce 2001 přestoupila na pracovní pozici v Rádiu Blaník, regionální redakce/studio Teplice v Čechách. Mezi lety 1998–2003 pracovala též jako redaktorka radničních novin města Bílina. Po odchodu z Rádia Blaník působila v letech 2008–2014 jako redaktorka a moderátorka regionálních a městských televizních stanic (TV Most Expres, TV ÚK, TV Dakr, Public TV), v letech 2009–2010 jako redaktorka týdeníku Naše adresa, redakce Teplice v Čechách, a současně v letech 2009–2014 jako šéfredaktorka rozhlasové stanice Gama Rádio, redakce/studio Most, kde se věnovala zejména zpravodajství a publicistice. V roce 2014 vyhrála výběrový konkurz a nastoupila jako redaktorka do České televize, kde v současné době působí jako editorka a moderátorka. 
Současně při zaměstnání a péči o děti se později rozhodla absolvovat i dříve nedokončená vysokoškolská studia, přičemž úspěšně absolvovala studium v oboru žurnalistiky na Filozofické fakultě Univerzity Palackého v Olomouci, studium v oboru marketingových komunikací na Fakultě multimediálních komunikací Univerzity Tomáše Bati ve Zlíně, a studium v oboru hospodářské politiky na Provozně ekonomické fakultě České zemědělské univerzity v Praze, jakož i doplňující pedagogické studium pro učitele SŠ na Univerzitě J. E. Purkyně v Ústí nad Labem, kde složila závěrečnou zkoušku z předmětů sociální pedagogika, obecná didaktika, psychologie a odborná didaktika. 
Absolvovala též několik tuzemských a zahraničních stáží, a to například v roce 2016 stáž u dánské veřejnoprávní televize DR TV, v roce 2018 stáž u finské veřejnoprávní televize YLE TV, nebo editorskou stáž u pořadu České televize Události v regionech. V roce 2019 se v Budapešti zúčastnila též mezinárodního školení pro novináře s názvem Leading through change, se zaměřením na manažerské schopnosti v oblasti veřejnoprávních médií.
Své zkušenosti s povoláním novinářky, televizní a rozhlasové reportérky a moderátorky, jakož i se skloubením tohoto povolání se studiem a péčí o děti, sdílela s veřejností též v několika rozhovorech a debatách, například v rozhovoru z roku 2015 pro elektronické periodikum evien.cz, nebo v debatě s názvem Klubové setkání moderované Janem Benešem, zpravodajem Českého rozhlasu Sever, které se zúčastnila roku 2019 v Litvínově společně s kolegyněmi z oboru, Monikou Gordíkovou z Mladé fronty DNES a Renatou Malíkovou z televize Prima. 
Je vdaná, žije s manželem Milanem, má dvě dcery a nevlastního syna.